# Leibniz-Gymnasium Stuttgart-Feuerbach
Das Leibniz-Gymnasium (LG) war ein staatliches Gymnasium in Stuttgart-Feuerbach. Das Schulgebäude befindet sich gegenüber dem ehemaligen Neuen Gymnasium (NG). Im Jahr 2018 wurde das Leibniz-Gymnasium mit dem Neuen Gymnasium zum Neuen Gymnasium Leibniz (NGL) zusammengelegt.

## Geschichte
Während im Südflügel die Höhere Mädchenschule (später Neues Gymnasium) untergebracht war, wurde das übrige Gebäude als Elementar- und Realschule genutzt. Vor der Umstrukturierung zum Gymnasium im Jahr 1953 waren im Gebäude eine Oberrealschule und danach ein Reformrealgymnasium untergebracht. Die Schule wurde im Jahr 1964 nach dem deutschen Philosoph und Mathematiker Gottfried Wilhelm Leibniz benannt.
Zu den bekannten ehemaligen Schülern des Leibniz-Gymnasiums zählen unter anderem Heinz Dürr, Lutz Niethammer, Eric Carle, Wolle Kriwanek sowie Claire Walka. Der Informatiker Frieder Nake machte an der Schule 1958 sein Abitur.
Das Gymnasium feierte im November 2013 das 125-jährige Bestehen. Zuletzt leitete Otto Fischer die Schule. Zum Schuljahr 2018/19 wurde das Leibniz-Gymnasium mit dem Neuen Gymnasium fusioniert.

## Architektur und Gebäude

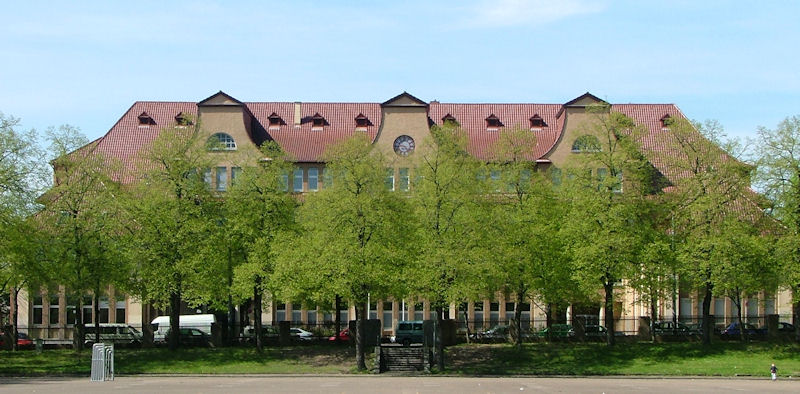
Das Gebäude des Leibniz-Gymnasiums, der „Bonatzbau“

Das im Jugendstil gehaltene Gebäude des Leibniz-Gymnasiums wurde in den Jahren 1911/1912 nach einem Entwurf der Architekten Paul Bonatz und Friedrich Eugen Scholer für 355.000 D-Mark erbaut. Es steht als Kulturdenkmal unter Denkmalschutz.

## Partnerschulen
Partnerschulen waren
- das Lycée Louis Pasteur in Straßburg,
- das Collège George Pompidou in Claix (Isère),
- die Lyons Township High School in La Grange (Illinois),
- das Gymnasium Krenová in Brünn (Tschechien),
- die Schule Nr. 75 in St. Petersburg,
- das Gymnasium Nr. 4 in Samara.

## Bekannte Schüler
- Heinz Krämer (1924–2015), Schriftsteller, Lehrer und Ministralrat (Abitur 1942)
- Eric Carle (1929–2021), Kinderbuchautor
- Heinz Dürr (1933–2023), Unternehmer (Abitur)
- Frieder Nake (* 1938), Mathematiker, Informatiker und Computerkünstler (Abitur 1958)
- Rainer Haas (* 1956), Jurist, Neuphilologe und Landrat (Abitur 1975)
- Klaus Peter Dannecker (* 1963), römisch-katholischer Theologe (Abitur 1982)
- Claire Walka (* 1978), Autorin, Regisseurin und Filmeditorin (Abitur)